# 盧彦勳
盧 彦勳（ルー・イェンスン、英語表記：Yen-Hsun Lu、1983年8月14日 - ）は、台湾・桃園県出身の男子プロテニス選手。
台湾のテニス選手として初めてシングルスランキングトップ100位内に入った選手である。身長180cm、体重74kg。右利き、バックハンド・ストロークは両手打ち。ATPツアーでシングルス優勝はないが、ダブルスで3勝を挙げている。自己最高ランキングはシングルス33位、ダブルス86位。

## 選手経歴

### ジュニア時代
ジュニア時代にシングルス最高位3位、世界スーパージュニアテニス選手権大会シングルス準優勝などの記録を残してきた盧は2001年にプロ入り。同年から男子テニス国別対抗戦・デビスカップチャイニーズタイペイ代表選手に選ばれる。

### 2004年 トップ100入り
ウィンブルドン選手権の前哨戦として知られるクイーンズ・クラブ選手権の2回戦で当時世界ランキング3位のギリェルモ・コリアを6-2, 6-4のストレートで破った事により注目を浴びるようになる。同年にはアテネオリンピックのチャイニーズタイペイ代表選手としてシングルス部門に初出場したが、1回戦でヤルコ・ニエミネンに敗れている。年間最終ランキングは87位。

### 2005年 ツアーダブル初優勝
2005年にはダブルスでも顕著な記録を残し、年初の大会として知られるチェンナイ・オープンにおいてライナー・シュットラーと組んで出場したダブルスの決勝でマヘシュ・ブパシ/ヨナス・ビョルクマン組を下しATPツアーのダブルス初優勝。続く全豪オープンでは鈴木貴男とのペアでダブルス部門に出場。3回戦進出の記録を残した。その後ツアーレベルでは暫く1、2回戦敗退が続いていたが、ツアー下部のチャレンジャーシリーズで着実にランキングを上昇させた。年間最終ランキングは158位。

### 2008年 北京五輪3回戦進出
2度目のオリンピック出場となった2008年北京五輪では1回戦で第6シード、当時世界ランキング6位のアンディ・マリーをストレートで下す番狂わせを演じ、ユルゲン・メルツァーとの3回戦まで進出した。年間最終ランキングは64位。

### 2010年 ウィンブルドンベスト8
2010年ウィンブルドンでは4回戦でアンディ・ロディックを4-6, 7-6(3), 7-6(4), 6-7(5), 9-7で破り、台湾人初のベスト8進出を果たした。準々決勝ではノバク・ジョコビッチに3-6, 2-6, 2-6で敗れた。年間最終ランキングは35位。

### 2012年 ツアーダブルス2勝目
2012年7月のロンドン五輪で3度目のオリンピックに出場したが、1回戦でチュニジアのマレク・ジャジリに6-7(12), 6-4, 3-6で敗れた。9月のタイ・オープンではダナイ・ウドムチョクと組んだダブルスで決勝に進出。エリック・ブトラック/ポール・ハンリー組を6-3, 6-4で破り7年ぶりのダブルス2勝目を挙げた。年間最終ランキングは59位。

### 2014年 アジア競技大会銀メダル
2014年2月のハイネケン・オープンで準決勝で世界ランク3位のダビド・フェレールを6-4, 7-6(4)で破り、初のシングルス決勝に進出した。決勝ではジョン・イズナーに6–7(4), 6–7(7)で敗れ初優勝を逃した。また8月のシンシナティ・マスターズの2回戦で世界ランク5位のトマーシュ・ベルディヒを3-6, 6-3, 6-4で破り、3回戦まで進出した。
9月には仁川アジア競技大会に出場した。そのために当初エントリーしていたチャイナ・オープンを欠場することとなったが、この欠場に対しATPは盧に対し罰金と3年間の出場停止処分を受けることになると警告した。結局盧はアジア競技大会に出場し、シングルスの決勝に進出したが、西岡良仁に2-6, 2-6で敗れ、銀メダルを獲得した。アジア競技大会出場に対して盧は罰金処分を受けたが、出場停止処分はなかった。年間最終ランキングは38位。

### 2015年 ツアーダブル3勝目

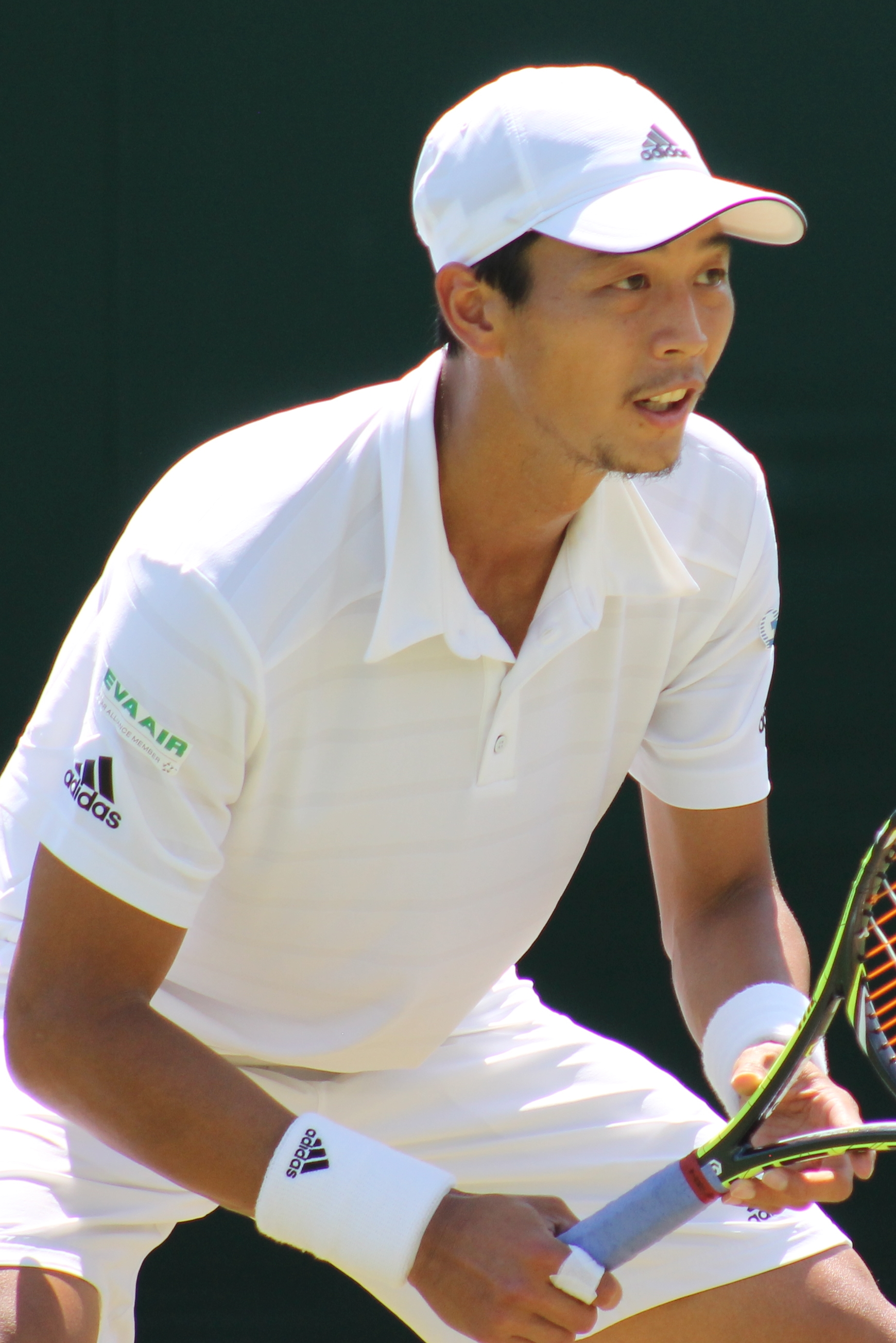
2015年ウィンブルドン選手権での盧彦勳

2015年1月のチェンナイ・オープンでジョナサン・マレーと組み、決勝でレイベン・クラーセン/リーンダー・パエスに勝利し、ダブルス3勝目を挙げた。年間最終ランキングは77位。

## ATPツアー決勝進出結果

### シングルス: 1回 (0勝1敗)
| 大会グレード                            |
| グランドスラム (0-0)                    |
| ATPワールドツアー・ファイナル (0-0)     |
| ATPワールドツアー・マスターズ1000 (0-0) |
| ATPワールドツアー・500シリーズ (0-0)    |
| ATPワールドツアー・250シリーズ (0–1)    |

| サーフェス別タイトル |
| ハード (0-1)         |
| クレー (0-0)         |
| 芝 (0-0)             |
| カーペット (0-0)     |

| 結果   | No. | 決勝日        | 大会         | サーフェス | 対戦相手         | スコア         |
| ------ | --- | ------------- | ------------ | ---------- | ---------------- | -------------- |
| 準優勝 | 1.  | 2014年1月11日 | オークランド | ハード     | ジョン・イズナー | 6–7(4), 6–7(7) |

### ダブルス: 6回 (3勝3敗)
| 結果   | No. | 決勝日        | 大会       | サーフェス    | パートナー               | 対戦相手                                            | スコア           |
| ------ | --- | ------------- | ---------- | ------------- | ------------------------ | --------------------------------------------------- | ---------------- |
| 優勝   | 1.  | 2005年1月9日  | チェンナイ | ハード        | ライナー・シュットラー   | マヘシュ・ブパシ ヨナス・ビョルクマン               | 7-5, 4-6, 7-6(4) |
| 準優勝 | 1.  | 2007年9月16日 | 北京       | ハード        | クリス・ハガード         | リック・デ・フスト アシュリー・フィッシャー         | 7–6, 0–6, [6–10] |
| 準優勝 | 2.  | 2010年1月10日 | チェンナイ | ハード        | ヤンコ・ティプサレビッチ | マルセル・グラノリェルス サンティアゴ・ベントゥーラ | 5–7, 2–6         |
| 優勝   | 2.  | 2012年9月30日 | バンコク   | ハード (室内) | ダナイ・ウドムチョク     | エリック・ブトラック ポール・ハンリー               | 6-3, 6-4         |
| 優勝   | 3.  | 2015年1月11日 | チェンナイ | ハード        | ジョナサン・マレー       | レイベン・クラーセン リーンダー・パエス             | 6–3, 7–6(4)      |
| 準優勝 | 3.  | 2015年5月23日 | ジュネーヴ | クレー        | レイベン・クラーセン     | フアン・セバスティアン・カバル ロベルト・ファラ     | 5–7, 6–4, [7–10] |

## 成績
略語の説明
| W | F | SF | QF | #R | RR | Q# | LQ | A | Z# | PO | G | S | B | NMS | P | NH |

W=優勝, F=準優勝, SF=ベスト4, QF=ベスト8, #R=#回戦敗退, RR=ラウンドロビン敗退, Q#=予選#回戦敗退, LQ=予選敗退, A=大会不参加, Z#=デビスカップ/BJKカップ地域ゾーン, PO=デビスカップ/BJKカッププレーオフ, G=オリンピック金メダル, S=オリンピック銀メダル, B=オリンピック銅メダル, NMS=マスターズシリーズから降格, P=開催延期, NH=開催なし.
| 大会           | 2002 | 2003 | 2004 | 2005 | 2006 | 2007 | 2008 | 2009 | 2010 | 2011 | 2012 | 2013 | 2014 | 2015 | 2016 | 2017 | 通算成績 |
| -------------- | ---- | ---- | ---- | ---- | ---- | ---- | ---- | ---- | ---- | ---- | ---- | ---- | ---- | ---- | ---- | ---- | -------- |
| 全豪オープン   | A    | LQ   | LQ   | 1R   | 1R   | 2R   | 1R   | 3R   | 1R   | 1R   | 3R   | 2R   | 2R   | 1R   | A    | 1R   | 7–12     |
| 全仏オープン   | A    | A    | LQ   | A    | A    | 1R   | A    | 1R   | 1R   | 1R   | 1R   | 2R   | 1R   | 2R   | 1R   | 1R   | 2–9      |
| ウィンブルドン | A    | LQ   | 2R   | 2R   | 1R   | 1R   | 1R   | 1R   | QF   | 3R   | 1R   | 2R   | 2R   | 1R   | 2R   | 1R   | 11–14    |
| 全米オープン   | LQ   | LQ   | 1R   | LQ   | LQ   | A    | 2R   | 1R   | 1R   | 1R   | 1R   | 2R   | 1R   | 1R   | 1R   | 2R   | 3–11     |

※: 2013年全仏2回戦の不戦敗は通算成績に含まない

### 大会最高成績
| 大会                 | 成績 | 年                    |
| -------------------- | ---- | --------------------- |
| ATPファイナルズ      | A    | 出場なし              |
| インディアンウェルズ | 3R   | 2013                  |
| マイアミ             | 2R   | 2009-2014, 2017, 2021 |
| モンテカルロ         | 2R   | 2014                  |
| マドリード           | 2R   | 2011                  |
| ローマ               | Q1   | 2004                  |
| カナダ               | 3R   | 2010                  |
| シンシナティ         | 3R   | 2014                  |
| 上海                 | 2R   | 2010, 2012, 2014      |
| パリ                 | 1R   | 2014                  |
| オリンピック         | 3R   | 2008                  |
| デビスカップ         | GⅡ   | 2015                  |